# 井冈栝楼
井冈栝楼（学名：Trichosanthes jinggangshanica）为葫芦科栝楼属下的一个种。